# Страндкуист (город, Миннесота)
Страндкуист (англ. Strandquist) — город в округе Маршалл, штат Миннесота, США. На площади 0,7 км² (0,7 км² — суша, водоёмов нет), согласно переписи 2002 года, проживают 88 человек. Плотность населения составляет 129,6 чел./км².
- Телефонный код города — 218
- Почтовый индекс — 56758
- FIPS-код города — 27-63112[1]
- GNIS-идентификатор — 0652716[2]